# اوا کارنیرو
اِوا کارنیرو (به انگلیسی: Eva Carneiro) پزشک سابق تیم فوتبال چلسی بود که در سال ۲۰۱۵ پس از مشاجره لفظی با خوزه مورینیو و انتقاد مورینیو از وی از این تیم جدا شد.

او پس از جدائی‌اش، از باشگاه چلسی به دلیل عدم حمایت وی و همچنین سرمربی آبی‌های لندن شکایت کرد که در نهایت با پرداخت غرامت از سمت باشگاه چلسی شکایت خود را پس گرفت. وی به رسانه‌ها گفت که پیامهای تهدیدآمیز فراوانی پس از درگیری با مورینیو از سمت افراد ناشناس دریافت کرده‌است. کارنیرو افزود هنوز هم تبعیض جنسیتی در فوتبال انگلیس موج می‌زند.
حتی بعد از آن در تیمی حاضر به خدمت نشد